# Fuera de lugar (canción)
«Fuera de lugar» es una canción grabada por la banda mexicana de indie rock Little Jesus, seleccionada como el segundo sencillo de su tercer álbum de estudio Disco de oro. Hizo su estreno en las estaciones de radio el 21 de marzo de 2019. Cuenta con la colaboración de la cantante mexicana de R&B Girl Ultra.
Fue escrita por el vocalista del grupo, Santiago Casillas junto a Juliana Ronderos, Mariana De Miguel y Nicolás Losada. Casillas se encargo de la producción. Logró posicionarse en el número 79 en las listas de la radio del Top 100 Pop Songs en México y el número 71 en el iTunes Top 100 Alternative Songs. Además alcanzó más de 24 millones de reproducciones en Spotify.
La canción presenta una reflexión sobre la nostalgia, el arrepentimiento y el deseo de redención. La letra describe una noche tensa, utilizando la imagen de una ciudad al borde de una tormenta para simbolizar la agitación emocional del narrador. El viaje mencionado, de Sonora a Colima, refleja tanto una travesía física como un proceso emocional, acentuado por la referencia al personaje Ulises Lima del libro Los detectives salvajes, lo que añade un tono literario y existencial a la narrativa. La imposibilidad de ver a la persona deseada intensifica el sentimiento de pérdida.

## Video musical
Un vídeo musical oficial fue lanzado para «Fuera de lugar», publicado el 21 de marzo de 2019 en la plataforma digital YouTube. Fue dirigido por Santiago Casillas, Fernando Bueno y Gilberto Hernández y producido por Sony Music México. Ha recibido más de 6 millones de reproducciones desde su publicación.

## Lista de canciones

### Descarga digital
| Fuera de lugar — Sencillo |                  |          |  |
| N.º                       | Título           | Duración |  |
| 1.                        | «Fuera de lugar» | 3:16     |  |

## Listas

### Semanales
| País   | Lista                              | Mejor posición | Ref.  |
| ------ | ---------------------------------- | -------------- | ----- |
| España | Top 100 Alternative Songs (iTunes) | 71             | [ 4 ] |
| México | Top 100 Pop Songs (Radio)          | 79             | [ 3 ] |